# شهرستان گوانیانگ
شهرستان گوانیانگ (به لاتین: Guanyang County) یک منطقهٔ مسکونی در چین است که در گویلین واقع شده‌است.